# Asif Kapadia

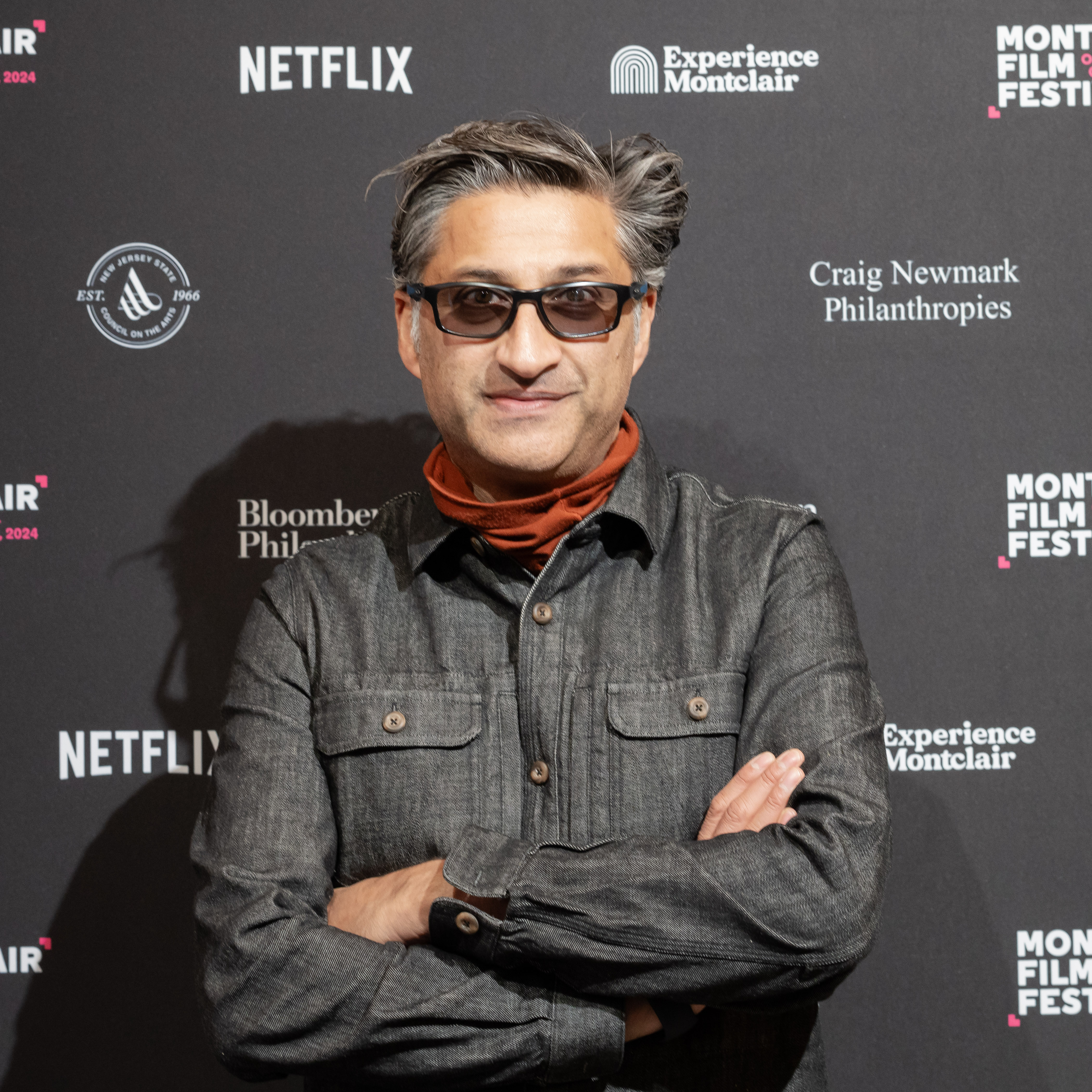
Asif Kapadia (2023)

Asif Kapadia (geboren 1972 in London) ist ein britischer Filmregisseur. Für den Dokumentarfilm Amy (2015) über Amy Winehouse wurde er unter anderem mit einem Oscar und einem Europäischen Filmpreis ausgezeichnet.

## Leben und Werk
Asif Kapadia wurde in Hackney als Sohn einer indisch-muslimischen Familie geboren. Ursprünglich hatte er keinen Bezug zur Filmszene und lernte stattdessen Grafikdesign an der Newport Film School der University of Wales, Newport. Danach wollte er eigentlich Architektur studieren. Doch während des Studiums wurde er von einem Freund zu einem Filmset mitgenommen, wo er als Assistent arbeiten sollte. Die Arbeit faszinierte ihn so, dass er seine Pläne änderte und Filmkurse belegte. Er studierte anschließend an der University of Westminster und dem Royal College of Art.
2001, ein Jahr nach seinem Abschluss an der Royal College of Art, erschien sein erster Spielfilm The Warrior. Der in Rajasthan gedrehte Film wurde komplett in Hindi gedreht. Hauptdarsteller war Bollywood-Star Irrfan Khan. Mit dem Film erhielt er 2003 einen BAFTA-Award und wurde für einen Oscar vorgeschlagen. Die Academy of Motion Picture Arts and Sciences lehnte den Film jedoch ab, da Hindi keine britische Sprache sei, der Film daher nicht als britischer Beitrag zählen könne.
Es folgte 2006 der Horrorfilm The Return mit Sarah Michelle Gellar, sein erster Hollywood-Film und zugleich sein erster Flop, der weit hinter den Erwartungen zurückblieb. Mit dem 2007er Film Far North kehrte er wieder zum Independent-Film zurück. Der Film, beruhend auf einer Kurzgeschichte von Sara Maitland, hatte seine Premiere auf den Internationalen Filmfestspielen von Venedig.
2010 erschien der Dokumentarfilm Senna, der das Leben der Formel-1-Legende Ayrton Senna nachzeichnet. Dabei handelt es sich um die erfolgreichste britische Dokumentation bis dato. Der einzige internationale Dokumentarfilm, der im Vereinigten Königreich noch erfolgreicher war, war Michael Moores Fahrenheit 9/11. Mit Senna gewann Kapadia sowohl den BAFTA Award als auch den World Cinema Audience Award Documentary des Sundance Film Festivals 2011.
2012 drehte er den Dokumentar-Kurzfilm The Odyssey, seinen Beitrag zu den Olympischen Sommerspielen 2012 in London und zeichnet ein Bild der Stadt aus der Vogelperspektive. Dazu wird Archivmaterial der Olympischen Spiele sowie diverse Interviews eingespielt. Er verzichtet darauf, ein ausschließlich positives Bild der Stadt zu zeichnen. Der Film wurde auf Channel 4 und BBC ausgestrahlt.
2015 veröffentlichte er den Dokumentarfilm Amy über das Leben und Sterben der Popsängerin Amy Winehouse. Der hochgelobte Film erhielt den Europäischen Filmpreis, den Boston Society of Film Critics Award und einen Preis des National Board of Review. Außerdem wurde der Film für einen BAFTA, einen Grammy und einen Oscar nominiert.
2019 erschien der Dokumentarfilm Diego Maradona über die Höhen und Tiefen des argentinischen Ausnahmespielers während dessen Zeit in Neapel. Neben den Triumphen wie den WM-Sieg 1986 und den einzigen UEFA-Pokal-Gewinn des SCC Neapel thematisiert der Film die Drogen, die Camorra-Verwicklungen und die Heiligenverehrung der italienischen Fans.

## Filmografie
- 1994: Indian Tales (Kurzfilm)
- 1996: Wild West (Kurzfilm)
- 1996: The Waiting Room (Kurzfilm)
- 1997: The Sheep Thief (Kurzfilm)
- 2001: The Warrior
- 2006: The Return
- 2007: Far North
- 2010: Senna (Dokumentarfilm)
- 2012: The Odyssey (Kurz-Dokumentarfilm)
- 2015: Amy (Dokumentarfilm)
- 2016: Ali & Nino
- 2016: The Tale of Thomas Burberry (Kurzfilm)
- 2017: Mindhunter (Fernsehserie, 2 Episoden)
- 2019: Diego Maradona (Dokumentarfilm)
- 2024: 2073

## Preise und Auszeichnungen
- 1994: Chicago International Film Festival: bester Kurzfilm für Indian Tales
- 1998: Cinefondation Award, zweiter Platz für The Sheep Thief
- 2001: British Film Institute Award für The Warrior
- 2001: Douglas Hickox Award: The Warrior
- 2003: Alexander Korda Award for Best British Film: The Warrior
- 2003: Carl Foreman Award for the Most Promising Newcomer für The Warrior
- 2011: Sundance Film Festival: Zuschauerpreis für Senna
- 2012: BAFTA-Award für Senna in der Kategorie „Bester Dokumentarfilm“
- 2015: Boston Society of Film Critics Award für den besten Dokumentarfilm für Amy
- 2015: Europäischer Filmpreis für Amy
- 2016: BAFTA-Award-Nominierungen für Amy: „BAFTA Film Award“ und „Alexander Korda Award for Best British Film“
- 2016: Oscar für Amy in der Kategorie „Bester Dokumentarfilm“